# Tuiharpalus
Tuiharpalus is een geslacht van kevers uit de familie van de loopkevers (Carabidae). De wetenschappelijke naam van het geslacht is voor het eerst geldig gepubliceerd in 2005 door Larochelle & Lariviere.

## Soorten
Het geslacht Tuiharpalus omvat de volgende soorten:
- Tuiharpalus clunieae Larochelle & Lariviere, 2005
- Tuiharpalus crosbyi Larochelle & Lariviere, 2005
- Tuiharpalus gourlayi Britton, 1964
- Tuiharpalus hallae Larochelle & Lariviere, 2005
- Tuiharpalus moorei Larochelle & Lariviere, 2005